# Tour de Flandes 1920
El Tour de Flandes 1920 és la 4a edició del Tour de Flandes. La cursa es disputà el 21 de març de 1920, amb inici i final a Gant i un recorregut de 248 quilòmetres. El vencedor final fou el belga Jules van Hevel, que s'imposà a l'esprint al seu company d'escapada, Albert Dejonghe.

## Classificació final
|    | Ciclista                    | Equip       | Temps      |
| -- | --------------------------- | ----------- | ---------- |
| 1  | Jules van Hevel (BEL)       |             | 9h 30' 00" |
| 2  | Albert Dejonghe (BEL)       |             | m. t.      |
| 3  | Fons van Hecke (BEL)        |             | + 1' 00"   |
| 4  | Émile Masson (BEL)          | Alcyon      | + 11' 00"  |
| 5  | Louis Mottiat (BEL)         | La Sportive | m. t.      |
| 6  | Henri Burghraeve (BEL)      |             | + 18' 00"  |
| 7  | Arthur van Branthegem (BEL) |             | m. t.      |
| 8  | Urbain Anseeuw (BEL)        | La Sportive | m. t.      |
| 9  | Louis Budts (BEL)           |             | m. t.      |
| 10 | Isidoor Mechant (BEL)       |             | + 19' 30"  |